# Hegedűs Johanna
Hegedűs Johanna (Budapest, 2009. november 11.–) magyar szinkronszínész.

## Szinkronszerepei

### Élőszereplős sorozatok
| Év   | Cím                             | Szerep                              | Színész neve                                  |
| ---- | ------------------------------- | ----------------------------------- | --------------------------------------------- |
| 2016 | Hawaii futam                    | Naomi, Lehuna, Martha, Lizzy Greene | Trinity McCray Fatu                           |
| 2018 | Raven otthona                   | Ivy                                 | Emmy Liu-Wang                                 |
| 2019 | Félsz a sötétben?               |                                     |                                               |
|      | Dr. House                       |                                     |                                               |
| 2020 | Sweet home                      | Lee Eun-yoo                         | Go Min-si                                     |
| 2023 | Ki az az Erin Carter?           | Harper Carter                       | Indica Watson, Leila Faith Lopez (gyerekként) |
| 2023 | Ipar                            |                                     |                                               |
| 2023 | Percy Jackson és az olimposziak | Annabeth Chase                      | Leah Jeffries                                 |
| 2023 | Sweet home 2                    | Lee Eun-yoo                         | Go Min-si                                     |
| 2020 | Az ifjú Sheldon                 | Missy Cooper                        |                                               |
| 2024 | Ayla                            | Ayla                                |                                               |

### Animációs sorozatok
| Év   | Cím                             | Szerep           | Eredeti hang         |
| ---- | ------------------------------- | ---------------- | -------------------- |
| 2011 | Redakai                         | Gia              |                      |
| 2013 | Limb-lomb, a kincses sziget     |                  |                      |
| 2013 | Super Wings - A szárnyalók      | Dizzy            |                      |
| 2015 | Pizsihősök                      | Amaya / Bagoly   |                      |
| 2015 | Papírvilág                      | Matilda          | Cristina Valenzuela  |
| 2016 | Breki, a világjáró              | Melinda          |                      |
| 2017 | Wendy és Marine                 | Marine           |                      |
| 2018 | Bluey                           | Pásztor Bingo    |                      |
| 2018 | Vadócok                         | Maya             |                      |
| 2019 | Most kívánj!                    | Bianca           |                      |
| 2020 | Musi-Musi és a gombácskák       | Lámpi            |                      |
| 2020 | Ricky Zoom – Robogj Ricky!      | Robina           | Twinkle Jaiswal      |
| 2021 | Szarvas osztag                  | Jade             | Azuri Hardy-Jones    |
| 2021 | Arcane                          | Powder           | Mia Sinclair Jenness |
| 2021 | Dínó farm                       | Min              |                      |
| 2021 | Lucas, a pók                    | Bodhi            |                      |
| 2022 | Alice Csodaország cukrászdája   | Alice            | Libby Rue            |
| 2022 | Batwheels                       | Bibi             | Madigan Kacmar       |
| 2023 | Kiya és a szuperhősök           | Primadonna       | Tumelo Mosese        |
| 2023 | Holdlány és Ördögi Dinoszaurusz | Holdlány         | Diamond White        |
| 2023 | SzuperCicák                     | Gyömbi           | Emma Berman          |
| 2023 | Hailey megoldja!                | Kristine Sanchez | Amanda Leighton      |
| 2023 | Zokie és Ruby szerint a világ   | Ruby Studebaker  | Bahia Watson         |
| 2024 | Hupikék törpikék 2021           | Vásottka         |                      |

### Animációs filmek
| Év   | Cím               | Szerep            | Eredeti hang      |
| ---- | ----------------- | ----------------- | ----------------- |
| 2021 | Az életteli Vivo  | Gabi              | Ynairaly Simo     |
| 2021 | Luca              | Giulia Marcovaldo | Emma Berman       |
| 2022 | A tengeri fenevad | Maisie            | Zaris-Angel Hator |
|      | Gamera            | Junichi           |                   |
| 2022 | Pirula Panda      | Abby              | Hyein Park        |

### Élőszereplős filmek
| Év   | Címe                                                 | Szerep           | Szereplő neve        |
| ---- | ---------------------------------------------------- | ---------------- | -------------------- |
| 2021 | 8 bites karácsony                                    | Anny Doyle       | Sophia Reid-Gantzert |
| 2022 | A csendes ikrek                                      | Jennifer Gibbons |                      |
| 2023 | Madarak a dobozban: Barcelona                        | Anna             | Alejandra Howard     |
| 2023 | Az éhezők viadala: Énekesmadarak és kígyók balladája | Wovey            | Sofia Sanchez        |
| 2023 | Az apáca 2.                                          | Sophie           | Katelyn Rose Downey  |
| 2023 | Barbie                                               | Sasha            | Ariana Greenblatt    |
| 2023 | Kivert kutyák                                        | Riley            | Mikayla Rousseau     |
| 2023 | Az ördögűző: A hívő                                  | Angela Fielding  | Lidya Jewett         |
| 2023 | Volt egyszer egy nyár                                | Sophie           | Frankie Corio        |
| 2024 | Képzeletbeli barátok                                 | Bea              | Cailey Fleming       |
|      | A szörny                                             |                  |                      |
| 2024 | Fák jú, Chantal                                      | Bora Dagtekin    |                      |
| 2024 | Borderlands                                          | Tiny Tina        | Ariana Greenblatt    |
| 2025 | A félelem utcája: Bál királynő                       | Christy Renault  | Ariana Greenblatt    |